# Hindi Zahra

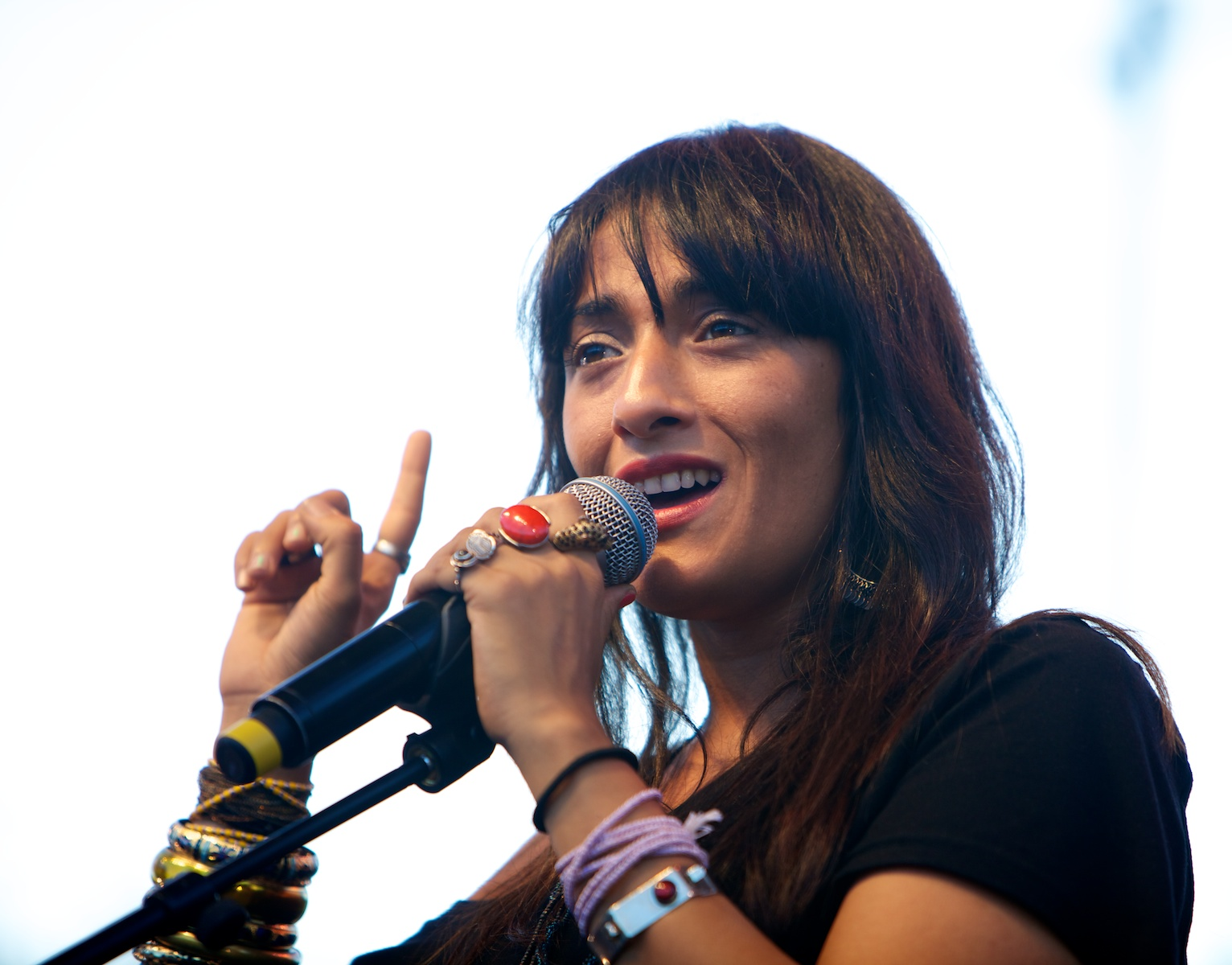
Hindi Zahra beim Jazz Festival in Nizza 2010

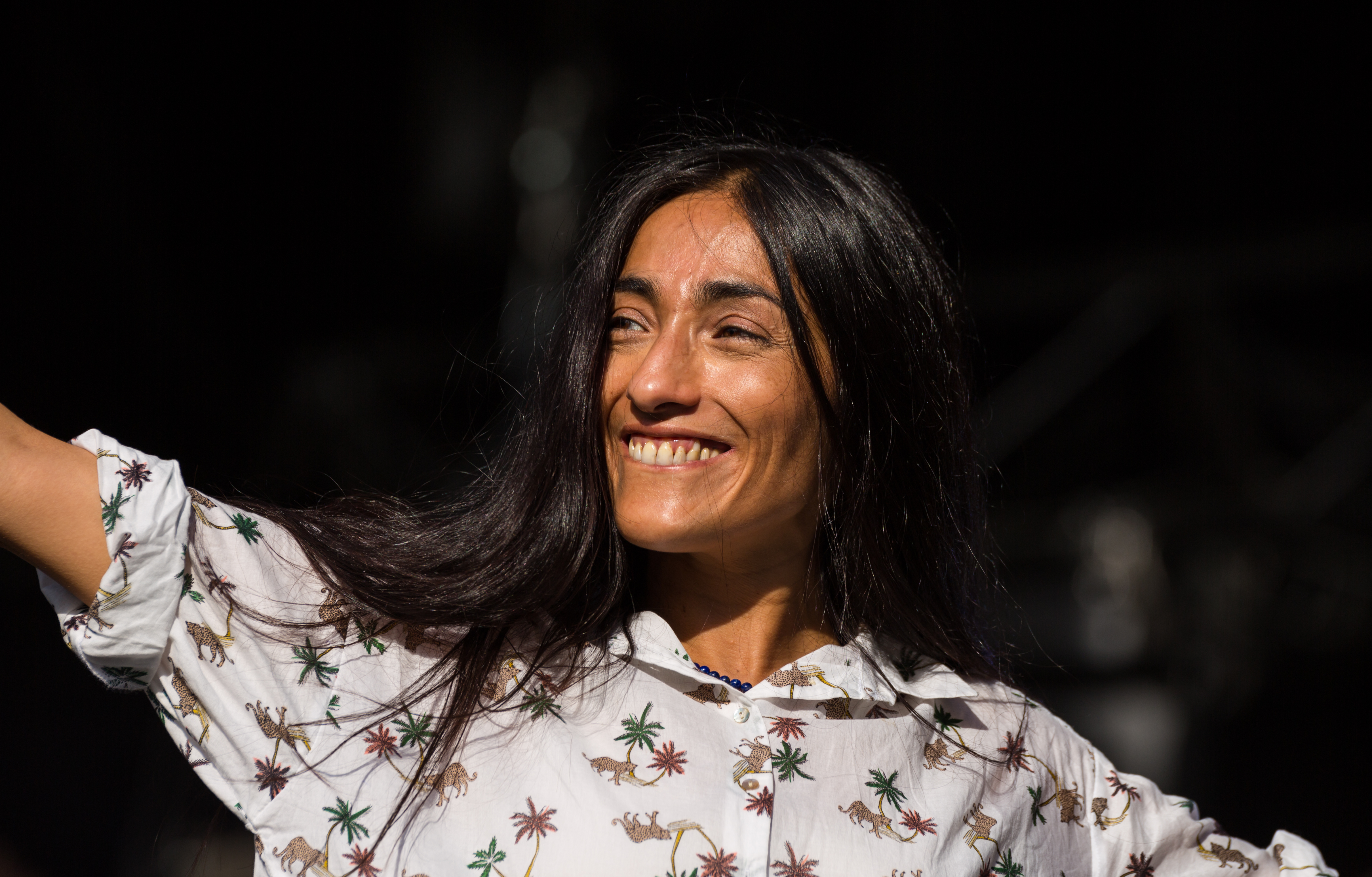
Hindi Zahra beim Pause Guitare Festival 2015

Hindi Zahra (Zentralatlas-Tamazight ⵀⵉⵏⴷⵉ ⵣⴰⵀⵕⴰ Hindi Zahṛa; * 20. Januar 1979 in Khouribga; eigentlich Zahra Hindi) ist eine französisch-marokkanische Singer-Songwriterin. Ihr Repertoire besteht aus Liedern in englischer Sprache und in Tamazight. Gelegentlich arbeitet sie als Schauspielerin.

## Leben und Karriere
Hindi Zahra ist die Tochter einer Marokkanerin und eines Franzosen. Mit 15 verließ sie die Schule und zog zu ihrem Vater, einem ehemaligen Armeeangehörigen, nach Paris. Im Alter von 18 Jahren arbeitete sie im Louvre. Daneben schrieb sie ihre ersten Texte und Melodien. Im Jahre 2005 hatte Zahra, die sich als Multiinstrumentalistin alle Instrumente selbst beigebracht hatte, 50 Lieder komponiert. 2010 wurden elf davon auf dem beim Label Blue Note veröffentlichten Debütalbum Handmade veröffentlicht. Das Video zum Eröffnungsstück Beautiful Tango wurde vom französischen Regisseur Tony Gatlif gedreht. Das Lied Stand Up wurde 2010 für eine Werbekampagne der Western Union Bank ausgewählt. Im November 2010 gewann Hindi Zahra den Prix Constantin für das beste Album. Im Februar 2011 gewann sie den Musikpreis Victoires de la Musique für das beste Weltmusik-Album. Im Mai 2011 trat sie im Pariser Olympia auf und im Juni 2011 beim La Défense Jazz Festival.
Das Lied Imik si Mik vom Album Handmade wurde 2013 von Chanel in einem Werbespot mit Gisele Bündchen verwendet. Im Film 300 Worte Deutsch aus dem gleichen Jahr ist das Lied Kiss & Thrills von demselben Album hören.
2014 wirkte Hindi Zahra als Schauspielerin in den Filmen The Narrow Frame of Midnight von Tala Hadid und The Cut von Fatih Akın mit.
Im April 2015 erschien Zahras zweites Soloalbum Homeland.

## Diskografie
Alben
- 2010: Handmade
- 2011: Handmade (Deluxe-Version mit unveröffentlichten Liedern)
- 2015: Homeland

Singles
- 2012: My Life (mit Sporto Kantes)
- 2013: Sword + Gun (mit José James)
- 2015: Any Story

## Filmografie
- 2014: The Narrow Frame of Midnight
- 2014: The Cut